# ترخین‌آباد
ترخین‌آباد ، روستایی از توابع بخش مرکزی شهرستان اسدآباد در استان همدان ایران است.

## جمعیت
این روستا در دهستان سید جمال‌الدین قرار دارد و براساس سرشماری مرکز آمار ایران در سال ۱۳۹۵، جمعیت آن ۴۲۰ نفر (۱۲۸خانوار) بوده‌است.